# Bernhard Joseph zu Stolberg-Stolberg
Bernhard Joseph Graf zu Stolberg-Stolberg (* 30. April 1803 in Münster; † 21. Januar 1859 in Weidenhof bei Breslau) war Gutsbesitzer und Politiker.

## Familie
Bernhard Joseph entstammte der hochadligen Familie der Grafen zu Stolberg. Sein Vater war der zum Katholizismus konvertierte Jurist und Dichter Friedrich Leopold zu Stolberg-Stolberg, seine Mutter dessen zweite Frau Sophie Charlotte Eleonore Gräfin von Redern, die Tochter des hohen preußischen Hofbeamten Sigismund Ehrenreich von Redern (1719–1789). Bernhard Joseph wurde als 14. von 18 Kindern geboren. Sein Bruder Christian Ernst (1783–1846) war ein österreichischer k.u.k. Feldmarschallleutnant. Der Bruder Johann Peter Cajus (1797–1874) war Rittergutsbesitzer und Reichstagsabgeordneter. Der Bruder Leopold Friedrich (1799–1840) war Kreishauptmann des Salzburgkreises des Landes Österreich ob der Enns (heute Oberösterreich).

## Leben
Bernhard Joseph zu Stolberg-Stolberg legte sein Abitur in Münster ab und besuchte dort auch die Akademie.

## Ehe und Nachkommen
Bernhard Joseph heiratete am 8. Januar 1833 in Schloss Dobrau Amalie Charlotte Agnes Gräfin von Seherr-Thoß (* 8. Juli 1809; † 1. August 1878), die Tochter von Graf Ernst Heinrich Leopold von Seherr-Thoß (1786–1856) war ein deutscher Offizier und Gutsbesitzer. Das Paar hatte sieben Kinder: 
- Agnes (* 30. Oktober 1833; † 2. November 1905),
- Marie (* 25. April 1835; † 16. Februar 1905),
- Friedrich (1836–1904),
- Bernhard (* 26. September 1838; † 5. Februar 1926), Jesuit
- Adalbert (1840–1885),
- Eleonore (* 13. April 1843; † 2. August 1928),
- Günther (1845–1926).

## Weblink
- Stolberg